# طريب
طريب هي مدينة سعودية والعاصمة الإدارية لمحافظة طريب التابعة لمنطقة عسير، في المملكة العربية السعودية. تقع المدينة شرق منطقة عسير، ويمر بها الطريق 10 الواصل جنوباً من خميس مشيط إلى العاصمة الرياض شمالاً.

## السكان
يبلغ عدد سكان طريب حسب إحصاء عام 1444هـ/ 2022م 22,298 نسمة، 11,940 منهم ذكور 10,358 منهم إناث، وعدد السعوديين منهم 18,834، وغير السعوديين 3,464.

## التجارة
يوجد في طريب سوق الاثنين وهو سوق قديم يجمع بين كل احتياجات الناس في طريب فهو سوق للأدوات المنزلية والملابس وتجارة الماشية ومنتجاتها والمحاصيل الزراعية وبعض الصناعات اليدوية التي يحتاجها المواطن.

## المعالم السياحية
- يحتوي طريب على حديقة عامة تقع وسط طريب، ويوجد فيها العديد من الخدمات.
- وجود حدائق ومنتزهات تشرف عليها بلدية محافظة طريب.
- وجود العديد من المعالم السياحية الطبيعية، والمتمثلة في الجبال والأودية ومن أهمها: وادي الحية الواقع غرب طريب، ويشتهر بوجود عدد من أشجار السدر المعمرة، وكذلك وادي السريحة الواقع في الشمال الغربي من بلدة طريب، وتكثر فيه كذلك أشجار السدر، ووادي كرويل الواقع شرق طريب، وتكثر فيه اشجار الطلح.[3]